# Rue de Roubaix (Lille)
Pour les articles homonymes, voir Rue de Roubaix.
La rue de Roubaix est une rue de la ville de Lille (Nord, France).

## Situation et accès
Située dans le quartier de Lille-Centre, elle débute rue des Canonniers et se termine rue des Arts.

## Origine du nom
Elle porte le nom de la ville voisine de Roubaix à laquelle elle menait par la route de Roubaix.

## Historique
L'amorce de la rue de Roubaix entre la rue des Récollets (actuelle rue des Arts) et l'enceinte du début du XIIIe siècle à l'emplacement de l'actuelle rue à Fiens est visible sur le plan de Guichardin de 1567. Jusqu'en 1617, cette courte rue se terminait en impasse sur le rempart, la communication de la ville avec l'extérieur s'effectuant par la porte de Reignaux qui était située à l'angle de la place des Reignaux et de la rue du Vieux-Faubourg.
Le prolongement de la rue date de l'agrandissement de Lille de 1617-1622 qui déplace le rempart jusqu'à la porte Saint-Maurice, actuelle porte de Roubaix, où passe jusqu'à la fin du XXe siècle une des routes en direction du nord  (rue du Faubourg de Roubaix vers Roubaix). La partie de l'ancienne route de Roubaix entre l'enceinte du Moyen-Âge détruite et celle construite de 1617 à 1622 devient la rue du Vieux-Faubourg qui se termine en impasse devant ce nouveau rempart qui reste en place jusqu'à son démantèlement au cours des années 1930.

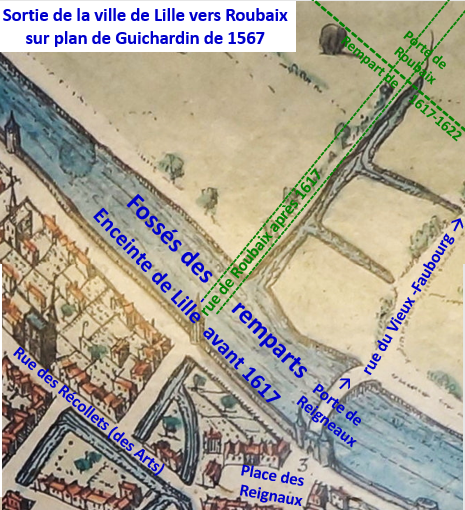
Sortie de Lille vers Roubaix sur plan Guichardin de 1567
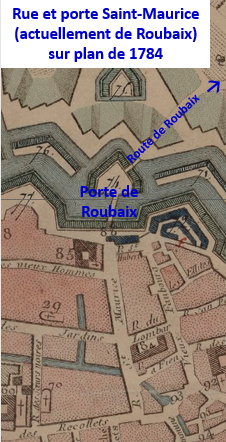
Sortie de Lille vers Roubaix sur plan de 1784

La rue se nomme rue du Vieux-Scel, puis rue de Saint-Maurice, avant de prendre le nom de rue de Roubaix en 1808.
La rue des Canonniers qui se terminait rue de Roubaix a été prolongée au début des années 1980 jusqu'à la place des Buisses puis l'ilot subsistant entre cette rue prolongée et l'étroite rue Saint-Hubert a été rasé en 1986 dégageant un espace devenu la  place Saint-Hubert.
Lors de l'aménagement d'Euralille et de la création du parc Henri Matisse vers 1990, la porte de Roubaix est fermée à la circulation motorisée reportée sur l'avenue Le Corbusier. Auparavant le trafic de la rue avait été en  grande partie délesté par l'ouverture du boulevard Carnot en 1909. La porte de Roubaix qui était traversée également jusque dans les années 1950 par la ligne de tramway F, est uniquement un accès piétonnier au parc Henri Matisse. La rue de Roubaix qui était auparavant un axe de transit est donc devenue une voie secondaire.

## Bâtiments remarquables et lieux de mémoire
- Hôtel particulier, 19, rue de Roubaix[2]
- Hôtel Scrive, 26 rue de Roubaix à l'angle du 1 rue du Lombard[3]
- Hôtel du Lombard, 28 rue de Roubaix à l'angle du 2 rue du Lombard
- Immeuble, 39 rue de Roubaix[4]
- Hôtel d'Hailly d'Aigremont[5], 45 rue de Roubaix
- Maison des Vieux Hommes 49 rue de Roubaix [6]

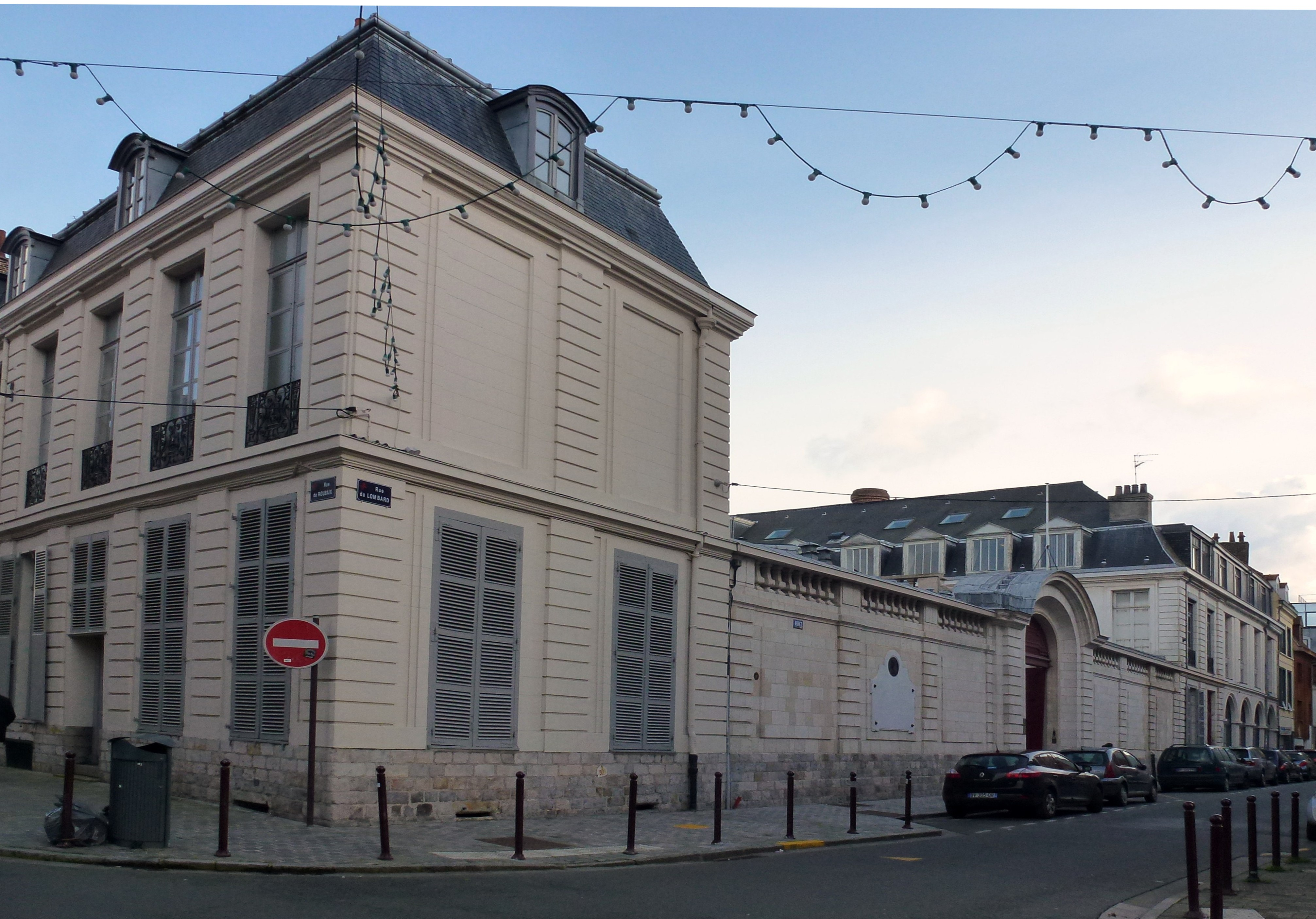
Hôtel Scrive, angle entre 26 rue de Roubaix et 1 rue du Lombard.
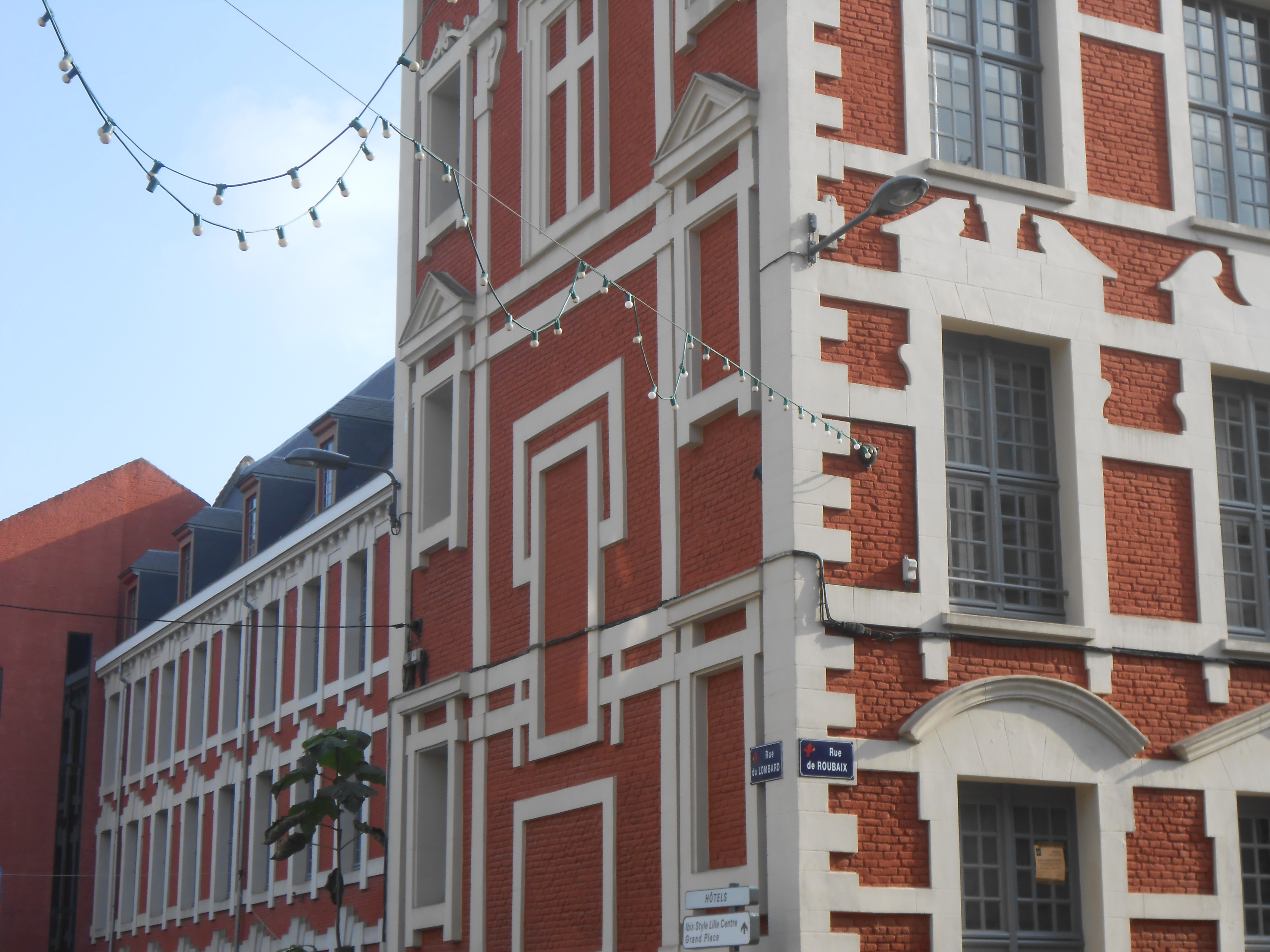
Angle entre 28 rue de Roubaix et 2 rue du Lombard.
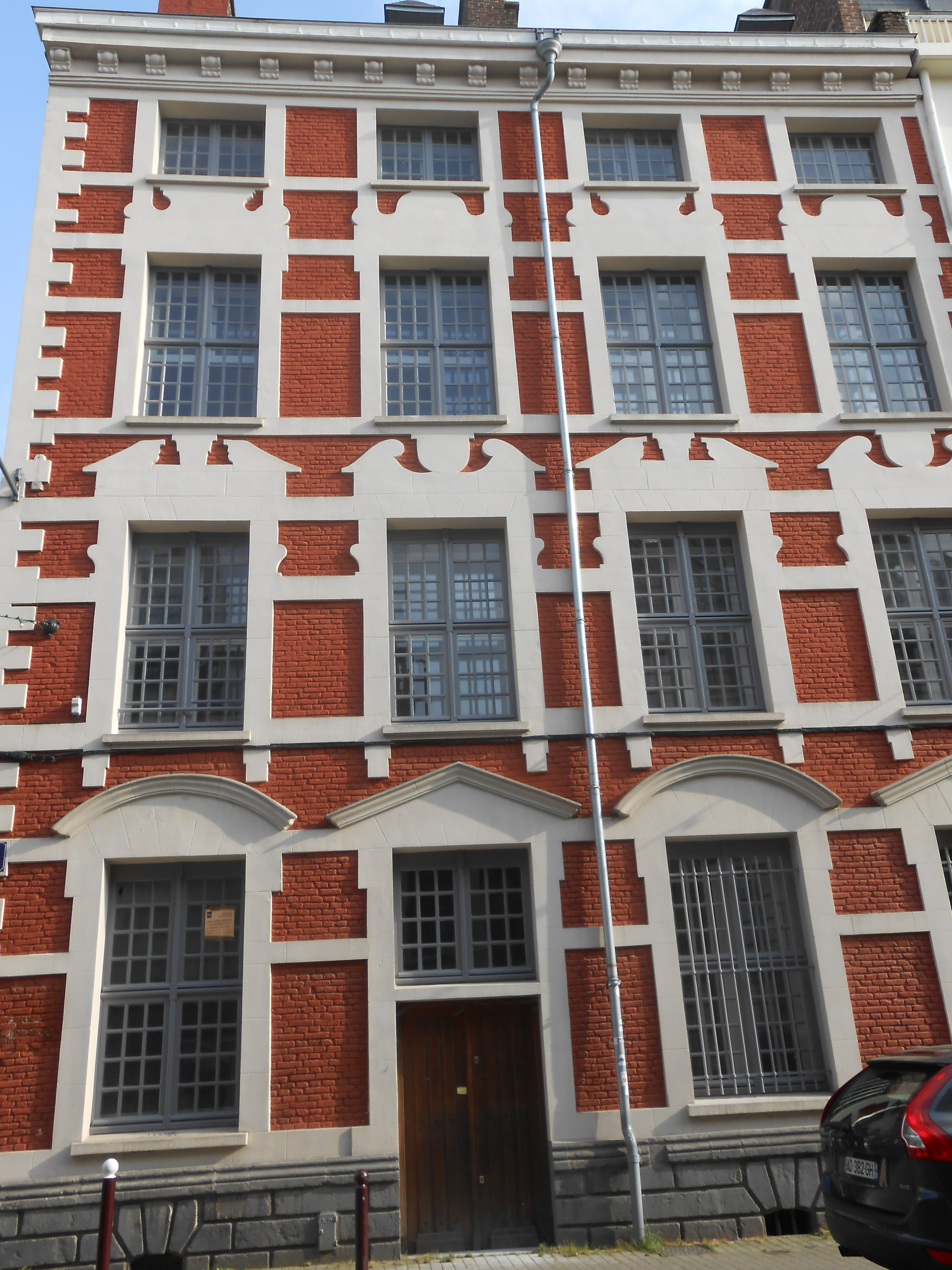
Facade de l'Hôtel du Lombard (1626), au no 28.
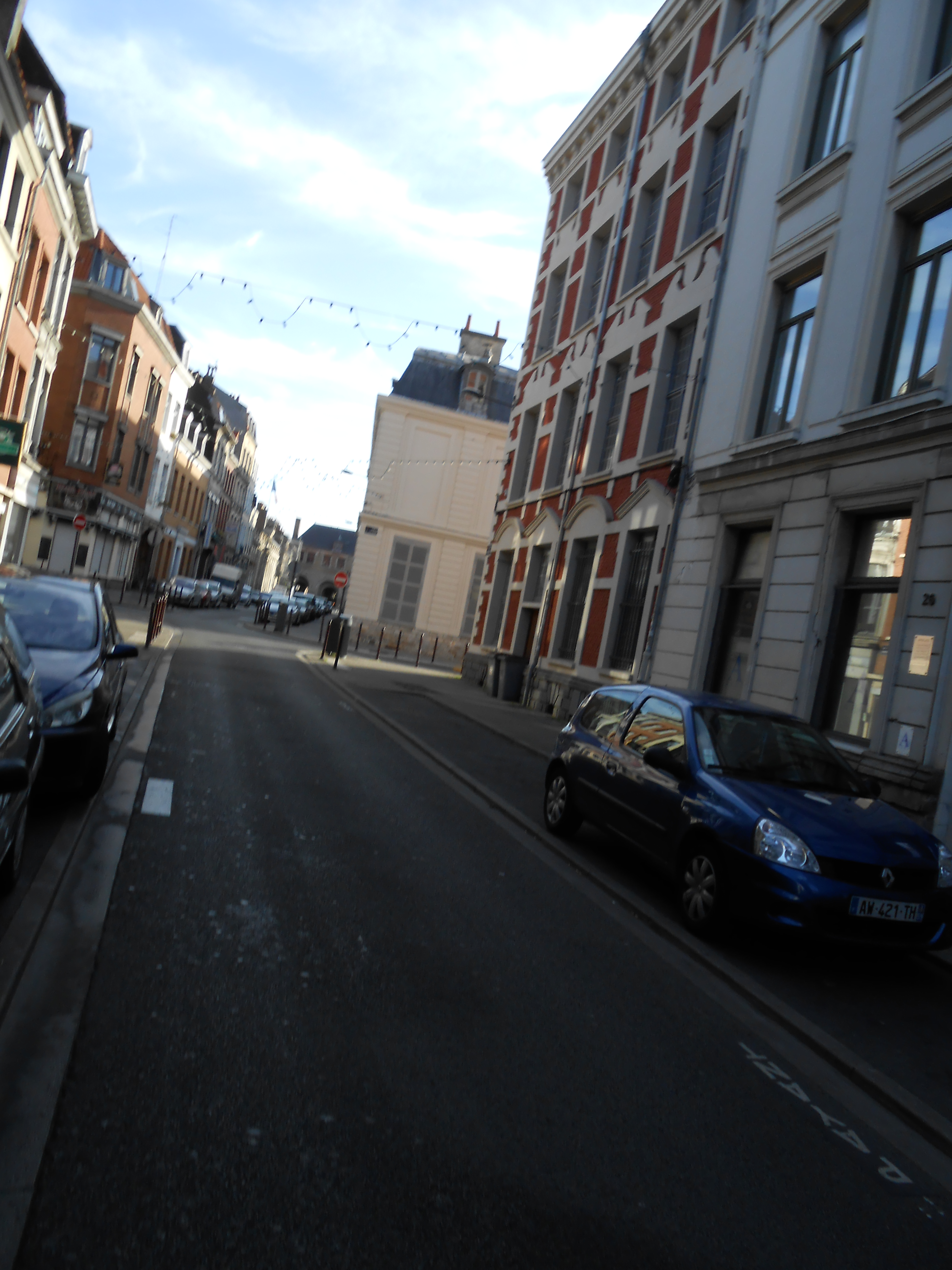
Rue de Roubaix vers porte de Roubaix.
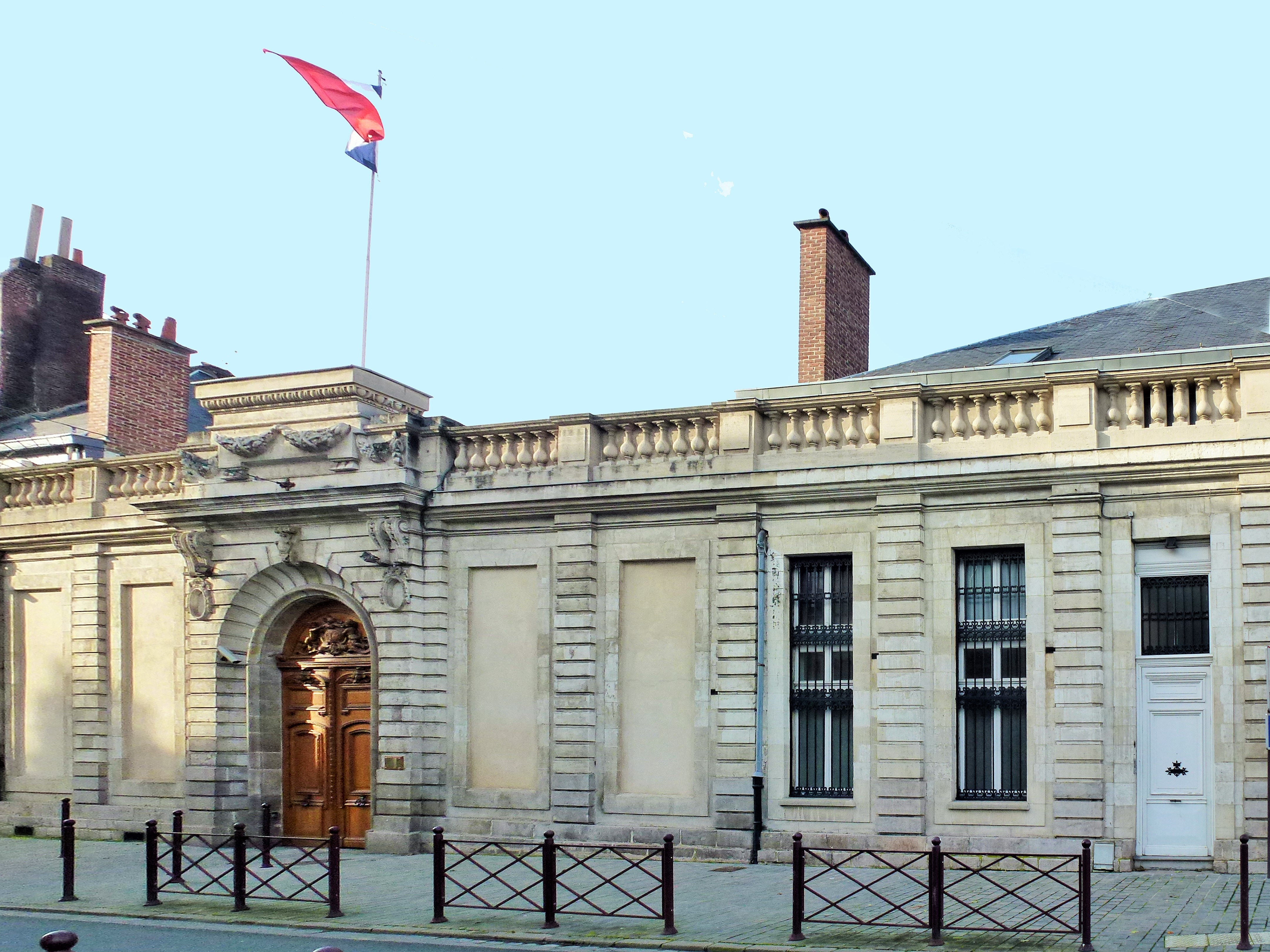
Hôtel d'Hailly d'Aigremont, au no 45
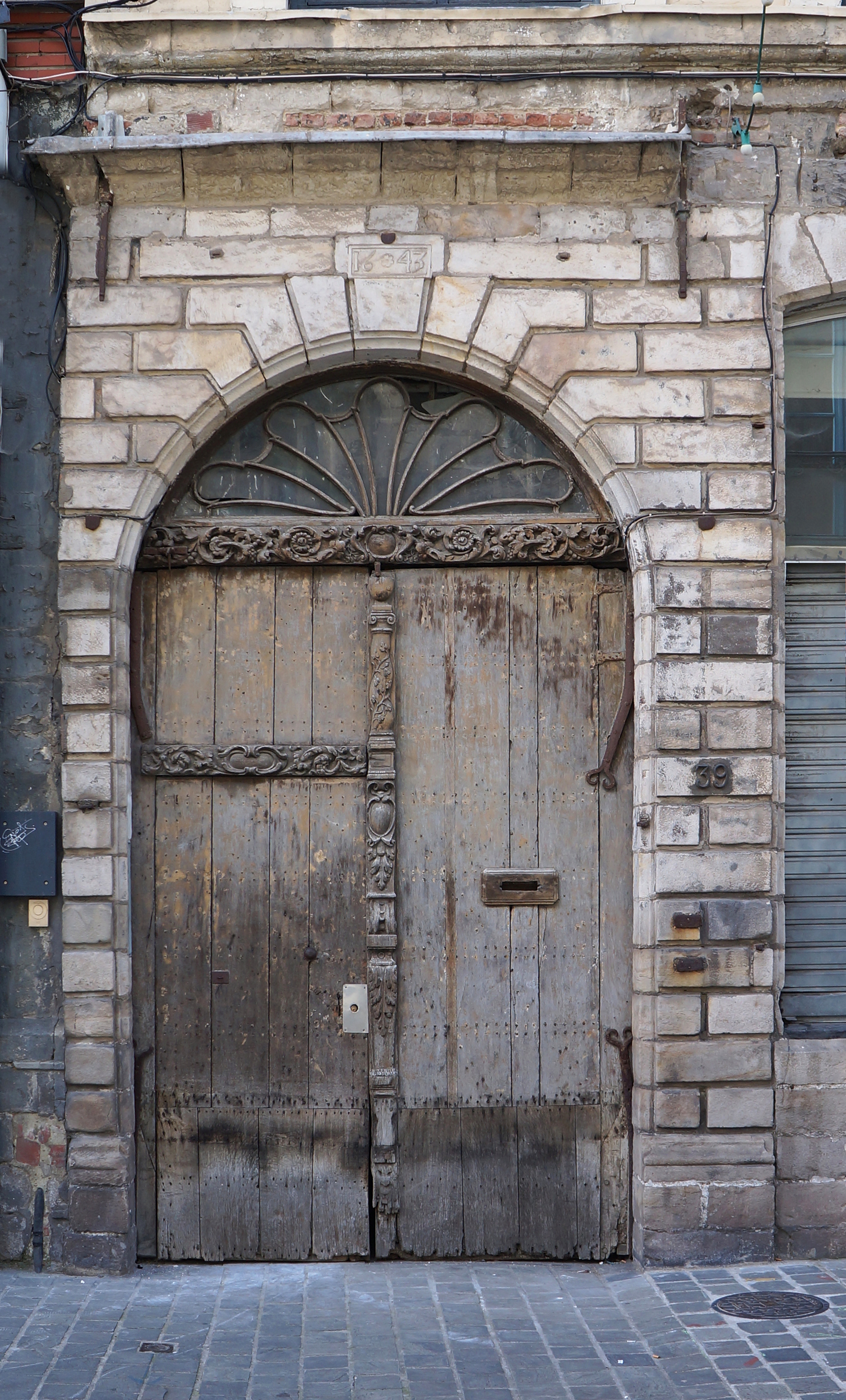
Portail sur rue (vantaux et bâtis compris) au no 39.
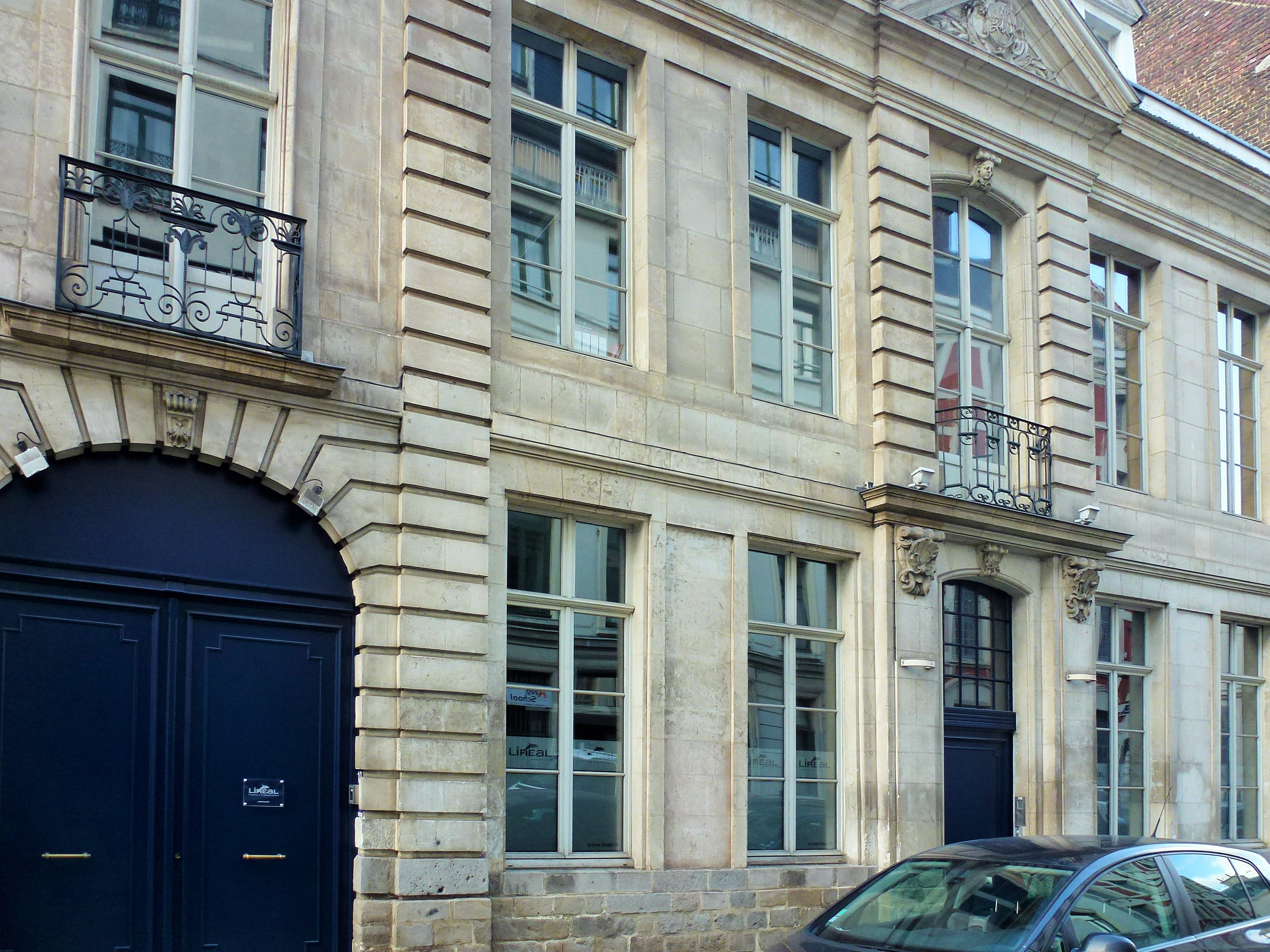
Au no 19.
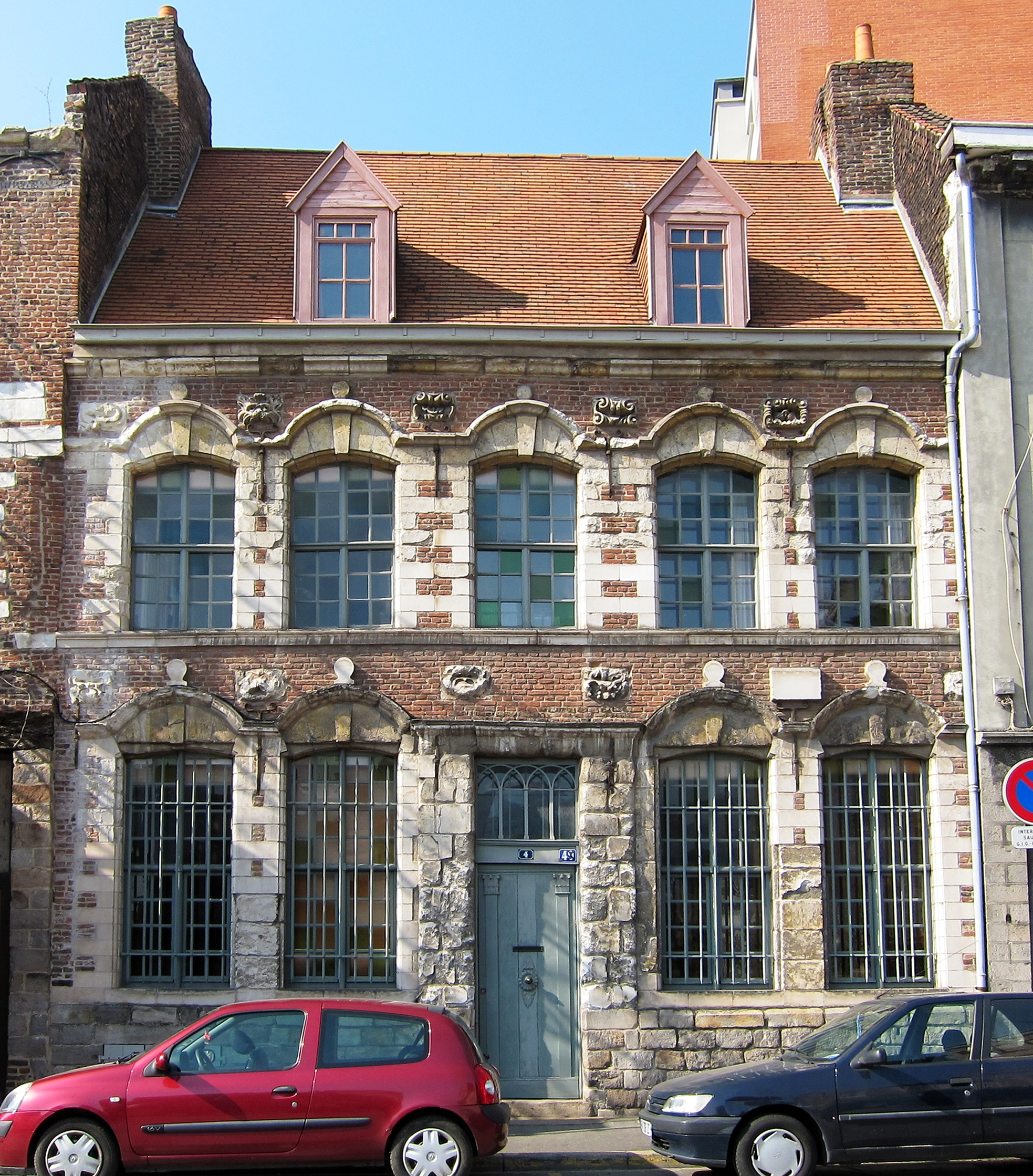
Maison des Vieux Hommes au no 49